# 愛知電気鉄道電6形電車
愛知電気鉄道電6形電車（あいちでんきてつどうでん6がたでんしゃ）は、名古屋鉄道（名鉄）の前身事業者の一つである愛知電気鉄道が、1924年（大正13年）から翌1925年（大正14年）にかけて導入した電車（制御電動車）である。
先行して導入された電5形に類似した木造車体を備えるが、高速運転を前提とする高規格路線として当時建設が進められていた豊橋線（後の名鉄名古屋本線の一部）の延伸開業を控え、主電動機出力の向上など性能面での改良が行われた。電6形は両年度にわたって計14両導入され、仕様の相違から1924年（大正13年）導入分の5両（デハ1060 - デハ1064）が「電6形 大正13年型」、1925年（大正14年）導入分の9両（デハ1066 - デハ1074）が「電6形 大正14年型」と、それぞれ導入年度の年号を付した形式称号で区分された。
1927年（昭和2年）11月に、電6形 大正13年型はデハ1060形、電6形 大正14年型はデハ1066形と、記号番号はそのままに形式称号のみを改めた。さらに1935年（昭和10年）8月の愛知電気鉄道と名岐鉄道との合併による現・名古屋鉄道（名鉄）の発足を経て、前者はモ1060形、後者はモ1070形の形式・記号番号が付与され、1959年（昭和34年）まで運用された。
以下、本項では電6形に属する車両群を「本形式」と記述し、また本文中にて電6形 大正13年型あるいは電6形 大正14年型の区分が必要となる場合は「電6形」を省略して「大正13年型」「大正14年型」と記述する。

## 導入経緯
愛知電気鉄道（愛電）は、1917年（大正6年）に開通させた有松線（神宮前 - 有松裏（現・有松）間）を延伸する形で、1922年（大正11年）5月より神宮前 - 吉田（現・豊橋）間62.4 kmを結ぶ「豊橋線」の建設に着手した。豊橋線は、計画が頓挫した東海道電気鉄道から譲受した、地方鉄道法に基づく路線免許を利用して計画された路線であり、愛知県の県都名古屋市と同県東部の主要都市である豊橋市とを直線主体の線形で結ぶという、本格的な都市間高速電気鉄道を目指した東海道電気鉄道の構想を引き継ぐ形で計画・着工された。
上記経緯により着工された豊橋線は、速達性を最重視し当時の日本国内では前例のない表定速度60 km/hでの高速運転を可能とすべく、線形を全体的に直線基調とし、使用する軌条（レール）はドイツより輸入した75ポンドレール（37 kg軌条相当）の重軌条を採用、保安装置として三位色灯式自動信号機を導入するなど、当時としては非常に高規格な路線として建設が開始された。また豊橋線の建設と並行して、有松線の既開業区間についても複線化や軌道強化による軸重上限の引き上げ、当時直流600 Vであった架線電圧の直流1,500 Vへの昇圧など各種改良工事を計画した。
有松裏以東、東岡崎までの延伸区間は1923年（大正12年）8月に開通し、この時路線名称が有松線から岡崎線に改められた。1924年（大正13年）4月には有松裏 - 矢作橋間の複線化工事が完成するなど改良工事も順次進捗し、さらに翌1925年（大正14年）中に岡崎線全線の架線電圧昇圧が実施されることとなった。この改良工事施工の途上においては、改良前後における直流600 Vおよび同1,500 Vの異なる電圧に対応可能な新型車両が必要となることから、1924年（大正13年）7月に導入した大正13年型デハ1060 - デハ1064は、高速回転型の新型主電動機を採用したほか、電圧転換器を搭載する複電圧車とした。その後、1925年（大正14年）6月に神宮前 - 東岡崎間の架線電圧1,500 V化工事が完成、同月導入された大正14年型デハ1066 - デハ1070については性能は大正13年型と同一であるが直流1,500 V単電圧仕様となり、電圧転換器は省略された。さらに同年12月に同じく単電圧仕様の大正14年型デハ1071 - デハ1074が増備された。なお、車両番号（車番）の末尾「5」を忌み数とする愛電の車番付与基準に則り、デハ1065は当初より欠番となっている。
上記経緯によって、本形式は計14両が導入された。全車とも日本車輌製造本店にて新製され、また翌1926年（大正15年）に導入された電7形より半鋼製車体が採用されたことから、本形式は愛電における最後の木造車体の新造車となった。

## 車体
全長16,028 mm・全幅2,642 mmの木造車体を備える。電5形および同形制御車である附2形において採用された平面基調の車体設計は本形式にも継承され、このキュービックな外観は後に「愛電スタイル」と称された。
前後妻面は屋根部を除いて丸みのない完全な平妻形状で、711 mm幅の前面窓を3枚、等間隔で配置する。幕板部と屋根部との境界部分には雨樋が側面にかけての車体全周に設置されており、妻面部分の雨樋は妻面中央部を中心とする緩い円弧を描く形状となっている。運転台を前後妻面中央部に設けた両運転台構造を採用、前照灯は落成当初前後妻面の腰板中央部へ設置されたが、後年屋根上中央部へ移設されている。
側面には片開客用扉を片側3箇所設けており、両端の扉幅は838 mm、中央の扉幅は757 mmと寸法が異なる。各客用扉の下部には内蔵型の乗降用ステップが設置され、客用扉下端部と客用扉周囲の腰板が車体裾部に露出した台枠下端部まで引き下げられている。各客用扉間には妻面窓と同じく711 mm幅の側窓を6枚設置し、254 mm幅の太い窓間柱によって3枚・3枚の形に区切られている。乗務員用の専用扉は設置せず、車体前後端部の乗務員スペースには489 mm幅の狭窓を設置、側面窓配置は 1 D 3 3 D 3 3 D 1（D：客用扉、各数値は側窓の枚数）である。
屋根部は外観上シングルルーフ構造であるが、車内側天井仕上げは中央部のみ一段高くなったダブルルーフ構造としている。この天井中央部に車内照明として直流120 V・20 Wの白熱灯を計24個、等間隔に配置された6つの灯具へ収めて設置する。複電圧仕様の大正13年型は電圧転換器による照明回路の繋ぎ替え機構を備えており、架線電圧1,500 V環境下においては24個の電球を12個ずつ直列接続して直流1,500 Vを印加し、同600 V環境下においては24個中20個の電球のみ使用し、5個ずつ直列接続して直流600 Vを印加する仕様となっている。各灯具の両脇、天井部の一段低い部分には通風口が計12箇所設置され、直上の屋根部には通風器（ベンチレーター）が同数設置されている。その他、屋根部には前後2箇所パンタグラフ台座を備えるが、パンタグラフは一端の屋根上にのみ1基搭載する。
車内座席はロングシート仕様で、つり革を併設する。1両あたりの定員は108人（座席定員38人）を公称する。

## 主要機器
電3形における採用以降、愛電の標準仕様となったウェスティングハウス・エレクトリック (WH) 製の製品を多く搭載するが、本形式においては主電動機に芝浦製作所（現・東芝）製の国産品を採用した点が異なる。

### 制御装置
従来車との総括制御や直流1,500 Vという高圧電圧環境下における動作の信頼性を考慮し、電3形以来の標準仕様であった電空単位スイッチ式の間接手動進段制御（HL制御）仕様を踏襲、大正13年型に搭載された制御装置はHL-272-E-6、大正14年型に搭載された制御装置はHL-272-G-6の型番をそれぞれ称する。複電圧仕様の大正13年型はこれに電圧転換器を組み合わせ、架線電圧1,500 V環境下においては1両あたり4基搭載する主電動機を2基ずつ永久直列接続として直並列組合せ制御を行い、同600 V環境下においては全ての主電動機を並列接続として抵抗制御のみを行う仕様である。架線電圧1,500 V環境下における力行制御段数は直列5段・並列4段の計9段で、弱め界磁制御機能は持たない。
WH社は、元は圧縮空気を用いた制動装置メーカーであったこともあり、空気圧で動作する接触器を制御段数分だけ備え、その順序開閉によって速度制御を行う電空単位スイッチ式のHL制御装置を開発・製品化した。この制御装置は装置内に電気系統および空気系統の配線・配管を備えるため寸法・重量が大きく、保守に手間を要するという短所がある一方で、当時黎明期にあったカム軸式制御装置と比較して動作が確実で故障が少ないという長所を備えていた。また、接触器の開閉の際に確実かつ高速で遊間距離を取れるという、高圧電力の取り扱いにおいて大きなメリットを有しており、前述した総括制御の観点を加味して、直流1,500 Vの高圧電圧に対応する本形式においても採用に至ったものと指摘される。この仕様は本形式の後に導入された電7形・デハ3300形・デハ3350形の各形式においても踏襲された。

### 主電動機・台車など

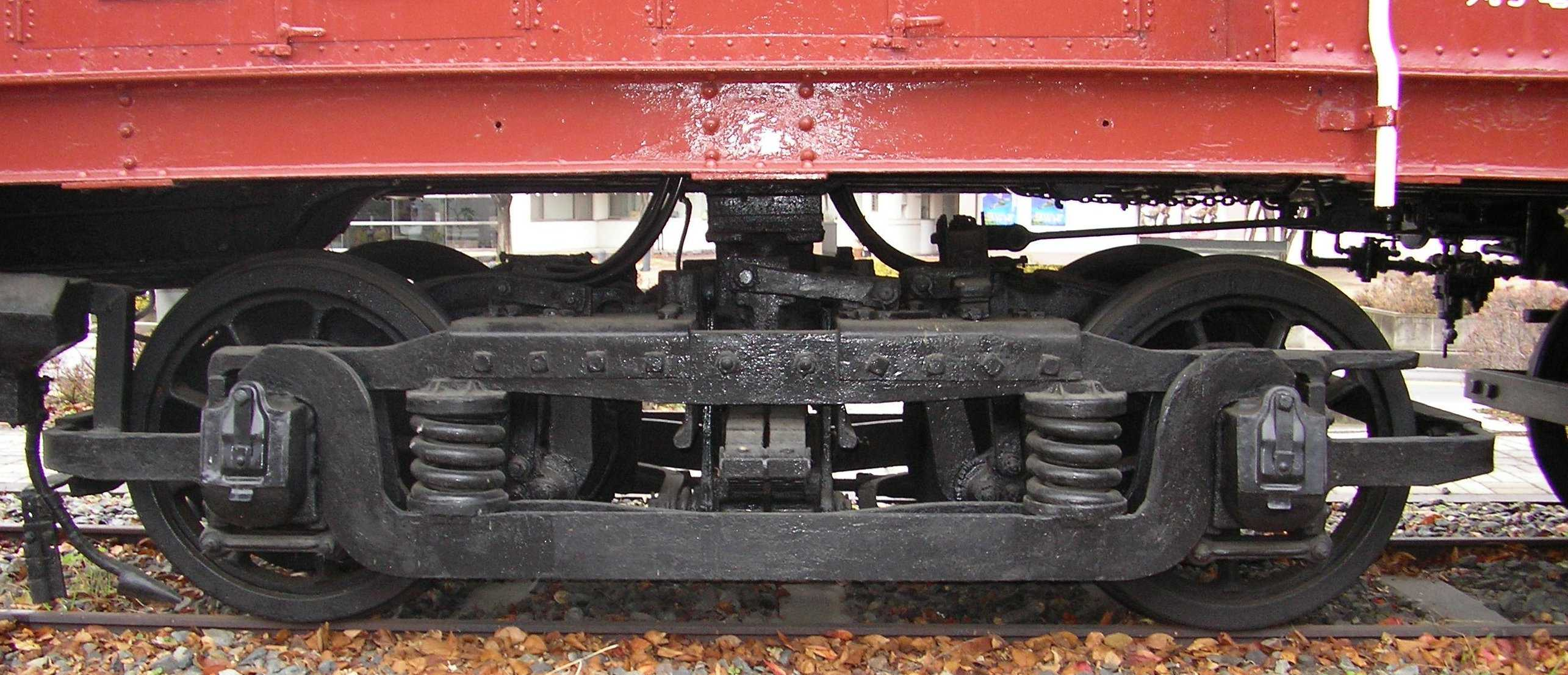
（参考）ブリル27-MCB-2台車。画像は他社在籍車両が装着するもの。

主電動機は従来車に採用された65 PS級の機種と比較して約1.5倍強の出力増強を行い、また定格回転数も大幅に引き上げられた100 PS級の新機種に変更した。WH製のWH-556-J6直流直巻電動機のほか、同機種の国内ライセンス生産品である芝浦製作所SE-132Cを採用、両機種の仕様は端子電圧750 V時定格出力100 PS≒74.6 kW・同定格回転数985 rpmで統一されており、歯車比3.045 (67:22) にて1両あたり4基、各軸に搭載する。
WH-556-J6主電動機は、大正末期から昭和初期にかけて主にWH製の制御装置との組み合わせで導入された100 PS級輸入製品の代表格であり、愛電のほか東武鉄道・武蔵野鉄道および旧西武鉄道（ともに現・西武鉄道）・知多鉄道・長野電鉄など日本国内における大手・中堅の私鉄事業者において数多くの採用例が見られる。愛電においては高速運転に適した高回転特性が好まれて電7形・デハ3300形・デハ3350形の各形式においても、前述したHL制御装置との組み合わせで継続採用された。さらに後年、名鉄においてHL制御の車体更新車である3700系列が導入された際にもWH-556-J6主電動機およびSE-132C主電動機は継続利用され、自動加速制御でより高出力の150 PS級主電動機を搭載する吊り掛け駆動車「AL車」や、カルダン駆動の高性能車「SR車 (Super Romance car) 」に伍して、同主電動機は名鉄社内において平成年代まで長年愛用された。
台車はブリル (J.G.Brill) 製の鍛造鋼組立型釣り合い梁式台車の27-MCB-2を装着する。これは電3形以来の仕様を踏襲したものであり、車輪径864 mm、固定軸間距離2,134 mmの寸法も同一である。
制動装置は動作弁にウェスティングハウス・エア・ブレーキ (WABCO) 製M-2-B三動弁を用い、自動空気ブレーキと直通ブレーキの切り替え機能を持つAMM自動空気ブレーキを常用制動として採用する。その他、手用制動を併設する。
集電装置はWH製S-514-A菱形パンタグラフを、前述の通り1両あたり1基搭載する。
連結器はシャロン式下作用形の自動連結器を前後妻面に装着する。

## 運用

### 導入から太平洋戦争終戦後
先行して導入された大正13年型デハ1060 - デハ1064は1924年（大正13年）7月15日付竣功届出にて就役し、同年10月の岡崎線鳴海 - 有松裏間の複線化工事完成と同時に新設された特急列車運用にも充当された。1925年（大正14年）6月15日には岡崎線全線の1,500 V昇圧が完成、それに先立つ同年6月6日付で大正14年型デハ1066 - デハ1070が竣功した。同5両は前述の通り1,500 V単電圧仕様であり、竣功以前の1925年（大正14年）2月20日付で電圧転換器を装備しない旨設計変更届が提出されている。さらに同年12月29日付で大正14年型デハ1071 - デハ1074が竣功、本形式全14両が出揃った。
その後、岡崎線は1926年（大正15年）4月に東岡崎 - 小坂井間が開通し路線名称を豊橋線と改称した。同年7月には愛電の子会社である碧海電気鉄道が敷設した、途中駅の今村（現・新安城）から分岐する碧海電気鉄道線（後の名鉄西尾線の一部）が開通、同年8月4日付で相互直通運転が認可されているが、直通運転を行う車両として大正13年型・大正14年型が電7形や碧海デ100形とともに認可を得ている。
1927年（昭和2年）11月18日届出にて施行された形式称号変更において、大正13年型はデハ1060形、大正14年型はデハ1066形と、それぞれ初号車の記号番号をそのまま形式称号とするよう改めた。これは愛電が保有する全形式を対象として実施されたもので、本形式を含め愛電の保有車両における「電○形」「附○形」の形式称号は廃止された。
愛電は1935年（昭和10年）8月に名岐鉄道と合併し、現・名古屋鉄道（名鉄）が発足した。合併に際してデハ1060形・デハ1066形は全車名鉄へ継承され、1941年（昭和16年）の形式称号改訂により前者がモ1060形、後者がモ1070形となった。この際、モ1060形に改形式されたデハ1061 - デハ1064は記号のみを改めてモ1061 - モ1064となり、車番のゼロ起番を廃するためデハ1060はモ1065と記号番号を改めた。また、モ1070形に改形式されたデハ1066 - デハ1074は旧番順にモ1071 - モ1079と記号番号を改めている。
名鉄発足後、旧愛電由来の各路線は「東部線」、旧名岐由来の各路線は「西部線」とそれぞれ通称された。当初東部線と西部線との間は線路が繋がっておらず、また架線電圧も東部線の大半が直流1,500 Vであったのに対して西部線は全線直流600 Vと異なっていた。その後名鉄は東部線・西部線両区間を結ぶ「東西連絡線」の建設に着手、さらに西部線の架線電圧を東部線と統一する昇圧工事を計画した。東西連絡線は1944年（昭和19年）9月に開通し、太平洋戦争終戦後の1948年（昭和23年）5月には西部線に属する主要路線区の1,500 V昇圧工事が完成、東西直通運転が開始された。この際、存置されていたモ1060形の電圧転換器は全車とも撤去されて1,500 V単電圧仕様となり、以降モ1070形との差異が消滅した。

### 退役
戦後の新型車両導入および前述の西部線架線電圧昇圧に伴って、木造車体の従来車の多くは支線区へ転属したが、モ910形・モ3200形（旧愛電電7形）・モ3300形（旧愛電デハ3300形）など半鋼製車体のHL制御車各形式と同一仕様の主要機器を搭載するモ1060形・モ1070形は、名鉄保有の木造車では唯一幹線系統での運用を継続した。1957年（昭和32年）4月時点では、モ1060形1062・モ1070形1075 - 1079の計6両が支線区の一つである三河線にて運用され、その他全車が幹線系統にて運用された。
しかし、同時期には経年による劣化の進行と、木造車という存在そのものの陳腐化が問題となりつつあり、特に幹線系統と直通運転を行う主要支線区でありながら運用車両の大半が木造車であった三河線において、線区のイメージ改善の観点からもその対策が急務とされた。そのため、名鉄は本形式を含むHL制御の木造車各形式の主要機器を流用して車体を新造する更新計画を策定、1957年（昭和32年）9月よりHL制御の車体更新車3700系（2代）の導入が開始された。
この更新計画に際して、モ1060形・モ1070形は3700系（2代）モ3700形への機器供出元となって他の木造車各形式に優先して淘汰が進行、モ1060形は1958年（昭和33年）に、モ1070形は1959年（昭和34年）にそれぞれ形式消滅し、愛電電6形として導入された車両群は全廃となった。